# シュランディ・サンボ
シュランディ・ルジェリオ・サンボ（Shurandy Ruggerio Sambo、2001年8月19日 - ）は、オランダ・ヘルドロプ出身のサッカー選手。バーンリーFC所属。ポジションはDF。

## クラブ経歴
2009年からPSVアイントホーフェンの下部組織で育成され、2019-20シーズンの冬にヨングPSVへ昇格した。2020年1月13日、ヨング・アヤックスとの試合でBチームデビューを飾ったが、ホームゲームだったこの試合は0-0のスコアレスドローに終わった。
2020-21シーズンからヨングPSVでレギュラーの座を掴むと、2021年5月15日、エールディヴィジのFCユトレヒト戦にて、77分にアルマンド・オビスポとの途中交代でトップチームデビューを飾った。
2022年8月4日、2022-23シーズンはスパルタ・ロッテルダムへレンタル移籍することが決定した。

## 代表経歴
2015年からオランダの世代別代表に招集されており、UEFA U-17欧州選手権2018やUEFA U-21欧州選手権2023といった大会に参加した。

## タイトル

### 代表
U-17オランダ代表
- UEFA U-17欧州選手権 : 1回 (2018)